# Maria de Padilla
María Díaz de Padilla, född 1334, död 1361, var en spansk aristokrat. Hon var mätress till kung Peter I av Kastilien.  De var möjligen i hemlighet gifta med varandra. 
Paret hade ett förhållande till och från mellan 1352 och 1361, trots Peters övriga äktenskap och förhållanden. De fick tre barn. Maria de Padilla beskrivs som vänlig, diskret och välgörande. Hon mottog länet Huelva i förläning. 